# Katharina Scheven
Katharina Scheven, née en 1861 et morte le 6 août 1922, est une féministe allemande qui est à la tête de la campagne contre la prostitution réglementée par l'État.

### Premières années
Katharina Bauch naît en 1861. Elle prend le nom de Scheven par son mariage avec Paul Scheven (1852–1929) de Zittau, un économiste, philanthrope et publiciste à Dresde, rédacteur à partir de 1904 de la revue Volkswohl (« Le bien-être du peuple »). Elle travaille probablement comme enseignante à Dresde, engagée dans la formation et l'éducation des filles. Elle est l'auteure d'une pétition de l'Association des associations de femmes progressistes qui réclame la création d'un lycée pour filles à Dresde, mais qui est rejetée par le maire Beutler. Elle fonde également  des organisations dédiées aux droits des femmes.

### Abolitionniste
Katharina Scheven est l'une des jeunes femmes libérales qui entendent Gertrude Guillaume-Schack s'exprimer à Londres et qui s'engagent dans la cause pour l'abolition de la prostitution réglementée en Allemagne. D'autres incluent Anna Pappritz (1861-1939), Anita Augspurg (1857-1943) et Minna Cauer (1841-1922). La désapprobation de la discussion publique sur le vice est un obstacle pour les abolitionnistes. En 1895, le conseil d'administration du BDF tente d'empêcher la discussion publique d'une pétition sur la prostitution qu'il présente au parlement national parce qu'elle traite de « questions très gênantes ». En 1904, Katharina Scheven déclare qu'il « est encore considéré dans de nombreux cercles instruits comme indigne de connaître ces choses, et encore moins d'en parler ».
Katharina Scheven suit les exemples de Lida Gustava Heymann (1868-1943) et d'Anna Pappritz qui fondent des branches de la Fédération abolitionniste internationale (IAF) et en 1902, une filiale de l'IAF à Dresde. En 1904, ces branches s'unissent sous la direction de Scheven dans la branche allemande de l'IAF (DZIAF). La même année, l'IAF tient son premier congrès à Dresde. Anna Pappritz et Katharina Scheven deviennent les deux chefs les plus influents de la branche allemande de l'IAF. De 1902 à 1914, Pappritz et Scheven dirigent le magazine DZIAF Der Abolitionist.
Scheven souhaite  que les prostituées soient libres de toute réglementation, mais souhaite aussi que les maisons closes soient abolies et que l'État prenne des mesures pour lutter contre la prostitution, dont l'extension des structures de garde d'enfants et l'amélioration des possibilités de travail pour les femmes. Bien que la lutte contre les bordels réglementés par l'État n'aboutissent pas, les clubs de l'IAF contribue à mobiliser l'opinion publique. Scheven et Pappritz représentent le point de vue moral conservateur des abolitionnistes. Scheven est généralement contre les contraceptifs et en faveur de l'abstinence prénuptiale. Après 1905, la controverse sur la Nouvelle Ethique divise le DZIAF. Les modérés dirigés par Scheven et Pappritz renforcent encore leur contrôle. Certains radicaux se tournent vers la cause du suffrage, d'autres vers le mouvement de réforme du sexe.
En 1909, Pappritz et Scheven publient un pamphlet donnant la position du DZIAF sur la réforme du droit pénal. Elles écrivent que « la prostitution est principalement suscitée par la demande des hommes, et que c'est souvent la détresse sociale qui oblige les femmes à répondre à cette demande avec l'offre correspondante ». La solution, qui est en contradiction avec les dirigeants du mouvement de moralité masculine, est une législation qui protège les travailleuses et « l'organisation des travailleuses, afin de leur assurer un salaire décent, et un meilleur accès des femmes à l'éducation et à la formation professionnelle ». Elles déclarent que la réglementation de la prostitution est une restriction injustifiée de la liberté civile et qu'elle est injuste de n'affecter que la femme et non son client. La criminalisation serait également injuste en ne punissant que la femme, et en laissant l'homme libre. L'État devrait être impliqué dans des cas tels que la coercition, l'abus de mineurs, le proxénétisme et le racolage agressif, mais sinon le sexe est une affaire privée et l'ingérence de l'État serait une violation scandaleuse de la liberté individuell.

### Autres activités
À partir de 1909, Scheven assiste à des conférences à l'Université de technologie de Dresde. En plus d'être impliqué dans l'IAF, Scheven est active dans le Bund Deutscher Frauenvereine (BDT: Ligue des associations de femmes allemandes) et à partir de 1919 est membre du conseil fédéral du BDT. Lorsque la question de la réforme du droit pénal est soulevée en 1909, elle devient présidente du comité d'éthique du BDT, qui prépare une vaste liste de sujets sur la réforme de la loi sur l'avortement. Scheven se prononce contre l'impunité pour un avortement, qui, selon elle, affaiblit la responsabilité morale des femmes. Scheven est l'une des fondatrices de la Fédération des organisations féminines de Dresde en 1918, dont elle dirige certaines. Elle se bat pour le droit de vote des femmes. Elle est membre du SPD et les soutient au conseil municipal de Dresde. Katharina Scheven meurt le 6 août 1922.